# Dino Mangiero
Dino Mangiero (New York, 19 dicembre 1958) è un ex giocatore di football americano statunitense che ha militato nel ruolo di nose tackle nella National Football League (NFL).

## Carriera
Al college Mangiero giocò a football a Rutgers. Debuttò nella NFL nel 1980 con i Kansas City Chiefs, squadra con cui rimase fino al 1983, in cui ebbe un primato personale di 5 sack nell'ultima stagione. Nel 1984 disputò un'unica stagione con i Seattle Seahawks, prima di chiudere la carriera nel 1987 con i New England Patriots. Nel 1998 è stato introdotto nella Staten Island Sports Hall of Fame.